# Línea 5 (Urbanos de Móstoles)
La línea 5 de la red de autobuses urbanos de Móstoles une la estación de Móstoles con Parque Coímbra. 

## Características
Anteriormente, esta línea era comercializada bajo la línea 524, que tenía un carácter urbano al realizar el trayecto Parque Coimbra-Móstoles Central; hasta su modificación en el actual trayecto Móstoles Sur - Madrid (Príncipe Pío) en el año 2018.
La línea circula exclusivamente por el término municipal de Móstoles. Como bien se expresa en la numeración interna del CRTM, recibe el número 5092. El primer dígito corresponde a la línea, en este caso la línea 5. Y los últimos tres dígitos corresponden al municipio por el que circula, en este caso 092 corresponde al municipio de Móstoles.
La línea no mantiene los mismos horarios todo el año, durante el mes de agosto, se reducen el número de expediciones los días laborables entre semana (sábados laborables, domingos y festivos tienen los mismos horarios todo el año), además de los días excepcionales vísperas de festivo y festivos de Navidad en los que los horarios también cambian y se reducen.
Está operada por Arriva Madrid mediante la concesión administrativa VCM-501 - Madrid – Batres (Viajeros Comunidad de Madrid) del Consorcio Regional de Transportes de Madrid.

## Horarios
| Lunes a viernes laborables (1 sept. - 31 julio) |
| A 06:25; 06:45                                  |
| De 07:00 a 22:15 cada 15 minutos                |
| A 22:35; 22:55; 23:15; 23:30; 23:50             |
| A 00:35; 01:30 (Solo viernes laborables)        |
| Lunes a viernes laborables (Agosto)             |
| De 06:45 a 23:45 cada 30 minutos                |
| A 00:30; 01:30 (Solo viernes laborables)        |
| Sábados laborables, domingos y festivos         |
| De 06:45 a 23:45 cada 30 minutos                |
| A 00:30; 01:30 (Solo sábados laborables)        |

| Lunes a viernes laborables (1 sept. - 31 julio) |
| De 06:00 a 07:00 cada 20 minutos                |
| De 07:20 a 22:35 cada 15 minutos                |
| A 22:50; 23:10; 23:30                           |
| A 00:50 (Solo viernes laborables)               |
| Lunes a viernes laborables (Agosto)             |
| A 06:00; 06:30                                  |
| De 07:05 a 23:35 cada 30 minutos                |
| A 00:50 (Solo viernes laborables)               |
| Sábados laborables, domingos y festivos         |
| A 6:00; 6:30                                    |
| De 07:05 a 23:35 cada 30 minutos                |
| A 00:50 (Solo sábados laborables)               |

## Recorrido y paradas
| Código                               | Parada                                 | Común con                                               | Conexiones con Metro y Cercanías |
| ------------------------------------ | -------------------------------------- | ------------------------------------------------------- | -------------------------------- |
| Paradas sentido Parque Coímbra       |                                        |                                                         |                                  |
| 19273                                | Av. Portugal - Est. Móstoles Central   |                                                         | Móstoles Central                 |
| 08902                                | Av. Portugal - Granada                 | 519 535                                                 |                                  |
| 16355                                | Av. Iker Casillas - Parque Finca Liana |                                                         |                                  |
| 16357                                | Av. Iker Casillas - Almería            |                                                         |                                  |
| 08619                                | Pintor Velázquez - Av. Iker Casillas   | 522 524 526 3                                           |                                  |
| 08617                                | Pintor Velázquez - Larra               | 522 524 526 3                                           |                                  |
| 09703                                | Pintor Velázquez - Colegio             | 522 526 3                                               |                                  |
| 08988                                | Av. Portugal - Av. Dos de Mayo         | 498 498A 499 524 526 529 529A 529H 531 531A 535         |                                  |
| 19082                                | Av. Portugal - Río Jalón               | 524 529 529A 529H 531 531A                              |                                  |
| 12336                                | Av. Portugal - Restaurante             | 529 529A 529H 531 531A                                  |                                  |
| 08974                                | Av. Portugal - Pol. Ind. Las Monjas    | 529 529A 529H 531 531A 535                              |                                  |
| 08976                                | Av. Portugal - Concesionario           | 498 498A 499 529 529A 529H 531 531A 535                 |                                  |
| Paradas en ambos sentidos            |                                        |                                                         |                                  |
| 08640                                | Av. Sauces - P.º de Mostoles           | 534                                                     |                                  |
| 08641                                | Mimosas - Av. Los Sauces               | 534                                                     |                                  |
| 08652                                | Av. Rosales - Mimosas                  |                                                         |                                  |
| 08649                                | P.º Móstoles - Tamarindo               |                                                         |                                  |
| 15278                                | Tamarindo - Almendro                   |                                                         |                                  |
| 08642                                | Eucaliptus - Zoco                      |                                                         |                                  |
| 15652                                | Haya - Eucaliptus                      |                                                         |                                  |
| 08644                                | Haya - Castaño                         |                                                         |                                  |
| 15653                                | Av. Rosales - Pza. Adelfas             | 534                                                     |                                  |
| 08648                                | Av. Sauces - Olmos                     |                                                         |                                  |
| 08645                                | Av. Sauces - P.º del Arroyo            |                                                         |                                  |
| 08647                                | P.º del Arroyo - Los Fresnos           |                                                         |                                  |
| 12705                                | Los Fresnos - Los Arces                |                                                         |                                  |
| 08651                                | Frenos - Las Encinas                   |                                                         |                                  |
| 16185                                | Encinas - Arces                        |                                                         |                                  |
| 08650                                | Encinas - Travesía Encinas             |                                                         |                                  |
| 16186                                | Encinas - Los Arces                    |                                                         |                                  |
| 16187                                | Av. Rosales - P.º Olivos               | 534                                                     |                                  |
| 16188                                | Av. Rosales - Arces                    | 534                                                     |                                  |
| 08646                                | Av. Rosales - Laurel                   | 534                                                     |                                  |
| 15647                                | Av. Sauces - Pza. Adelfas              |                                                         |                                  |
| 09717                                | Av. Sauces - Farmacia                  |                                                         |                                  |
| 09713                                | Av. Sauces - P.º de Los Cedros         | 534                                                     |                                  |
| 09718                                | Av. Sauces - P.º de Los Olivos         | 534                                                     |                                  |
| Paradas sentido Estación de Móstoles |                                        |                                                         |                                  |
| 08977                                | Av. Portugal - Concesionario           | 498 498A 499 529 529A 529H 531 531A 535                 |                                  |
| 08975                                | Av. Portugal - Pol. Ind. Las Monjas    | 529 529A 529H 531 531A 535                              |                                  |
| 12337                                | Av. Portugal - Restaurante             | 529 529A 529H 531 531A                                  |                                  |
| 19083                                | Av. Portugal - Río Jalón               | 524 529 529A 529H 531 531A                              |                                  |
| 18532                                | Av. Portugal - Rio Duero               | 498 498A 499 519 522 524 526 529 529A 529H 531 531A 535 |                                  |
| 08630                                | Pintor Velázquez - Colegio             | 522 526 3                                               |                                  |
| 08618                                | Pintor Velázquez - Larra               | 522 524 526 3                                           |                                  |
| 08625                                | Pintor Velázquez - Av. Iker Casillas   | 522 524 526 3                                           |                                  |
| 16358                                | Av. Iker Casillas - Almería            |                                                         |                                  |
| 16356                                | Av. Iker Casillas - Parque Finca Liana |                                                         |                                  |
| 08606                                | Av. Portugal - Juan de Ocaña           | 498A 499 529 529A 529H 531 531A 535                     |                                  |
| 19275                                | Av. Portugal - Est. Móstoles Central   | 498A 499 529 529A 529H 531 531A 535                     |                                  |